# Rallina
Rallina es un género de ave gruiformes de la familia Rallidae que habitan bosques y pantanos de Asia y Australasia. Miden entre 18 y 34 cm de longitud y son principalmente de colores parduzcos, a menudo con manchas blancas y negras.

## Especies
El género Rallina incluye ocho especies:
- Rallina canningi - polluela de Andamán;
- Rallina eurizonoides - polluela de la jungla;
- Rallina fasciata - polluela patirroja;
- Rallina forbesi - polluela de Forbes;
- Rallina leucospila - polluela listada;
- Rallina mayri - polluela de Mayr;
- Rallina rubra - polluela castaña;
- Rallina tricolor - polluela tricolor.